# Metaaloxide
Metaaloxiden zijn binaire verbindingen van een metaal met zuurstof.

## Vorming
Een metaaloxide wordt gevormd wanneer een metaal reageert met zuurstof. Hierdoor ontstaan oxiden, die voor ieder metaal specifiek zijn. Een metaal vormt niet per se slechts één oxide. IJzer (Fe) vormt bijvoorbeeld FeO waarin het ijzer een oxidatietoestand van +II heeft en Fe2O3 waarin het ijzer een oxidatietoestand van +III heeft. De verschillende oxiden van metalen kunnen doordat hun roosterstructuur varieert zeer verschillende eigenschappen hebben. Ook gemengde oxiden komen voor zoals Fe3O4 (ook wel magnetiet, een betere notatie is misschien FeO.Fe2O3) waarin de twee oxiden van ijzer in 1:1 stoichiometrische verhouding op moleculair niveau gemengd zijn. Dit gemengde oxide vertoont magnetische eigenschappen die niet worden aangetroffen in de afzonderlijke zuivere oxiden. Welke oxiden gevormd worden is afhankelijk van de omstandigheden waarin een metaal zich bevindt wanneer het geoxideerd wordt.

## Corrosie
Wanneer een metaal met water (H2O) in aanraking komt, vindt vaak oxidatie (corrosie) plaats. Veel metaaloxiden kunnen verweren tot de oxiden van de metalen. Sommige hydroxiden zijn zo instabiel dat ze zelfs onder water al vervallen tot het oxide. Zo vervalt AgOH vrijwel direct tot Ag2O onder afsplitsing van water.
Meestal zijn metaaloxiden niet gewenst en moeten de metalen tegen oxidatie worden beschermd. Dit kan bijvoorbeeld door een beschermende laag aan te brengen: een coating (zoals verf), of een zinklaag op staal, of anodiseren van aluminium.
Edelmetalen onderscheiden zich van de overige metalen, doordat zij onder normale omstandigheden geen oxiden vormen. Dit hoeft overigens niet te betekenen dat zij die niet kunnen vormen. Zo bestaan Cu2O, CuO en Ag2O wel degelijk. Hiervoor zijn echter al vrij sterk oxiderende zuren nodig, zoals salpeterzuur, of in het geval van zilver en goud zelfs koningswater.

## Toepassingen
Sommige metaaloxiden hebben interessante eigenschappen, bijvoorbeeld het zeer harde aluminiumoxide en het vaak als pigment gebruikte zeer witte titaniumdioxide (TiO2).
Sommige metaaloxiden hebben supergeleidende eigenschappen.
Metaaloxiden kunnen ook worden gebruikt in halfgeleidercomponenten zoals MOSFET's.